# Mucuna calophylla
Mucuna calophylla är en ärtväxtart som beskrevs av William Wright Smith. Mucuna calophylla ingår i släktet Mucuna och familjen ärtväxter. Inga underarter finns listade i Catalogue of Life.